# Diplusodon fastigiatus
Diplusodon fastigiatus är en fackelblomsväxtart som beskrevs av A. Lourteig. Diplusodon fastigiatus ingår i släktet Diplusodon och familjen fackelblomsväxter. Inga underarter finns listade i Catalogue of Life.